# Eranova
Eranova era una frazione del Comune di Gioia Tauro, della Città metropolitana di Reggio Calabria.
La frazione, a partire dall'inizio degli anni 70, fu quasi completamente smantellata per fare posto al Porto di Gioia Tauro. Originariamente, si era pianificata la costruzione del quinto centro siderurgico mai costruito.

## Storia
Eranova fu fondata nel 1896 da Ferdinando Rombolà ed un gruppo di braccianti stufi di essere soggetti al dominio dei governanti di San Ferdinando, località vicina. La frazione era situata nella zona di Gioia Tauro al livello del mare ed era totalmente pianeggiante.
Dopo la fine della seconda guerra mondiale, nel 1946 venne costruita la stazione di Eranova (nella parte oggi non distrutta), soppressa poi definitivamente nel 2003. Un tempo, la zona di Eranova, era grande 600 ettari, ricca di pini e eucalipti, agrumeti e uliveti secolari. Nel 1972, a Gioia Tauro, precisamente nella zona in questione, fu pianificata la costruzione del quinto centro siderurgico italiano grazie ai fondi del Pacchetto Colombo, sia per la zona pianeggiante accanto al mare e soprattutto a causa delle rivolte reggine.
Nel 1975 si cambiò idea e decisero la costruzione di un porto. Il 25 aprile dello stesso anno iniziarono le rimozioni delle case per la costruzione del Porto di Gioia Tauro, nato originariamente come banchina di un centro siderurgico, trasformandosi poi nel più grande porto di trasbordo del mediterraneo. Nel corso degli anni della costruzione ci furono molte proteste dagli abitanti della frazione, a causa del ritardo nell'assegnazione di nuove case. I lavori ebbero inizio persino prima della rimozione di tutte le abitazioni, lo spostamento degli abitanti e la deforestazione, che coinvolse anche la rimozione di oltre 700.000 alberi di ulivo.  Gli abitanti sono stati smistati in molte delle città della Piana, formando morti quartieri con il nome di Eranova.
Oggi giorno esiste solo una piccola parte della frazione davanti al porto, ma il borgo storico non esiste più. Tutti gli eranovesi si sono trasferiti in due nuovi quartieri popolosi, entrambi chiamati Eranova. Uno si trova a Gioia Tauro, nella parte sud della città, vicino al lungomare, e l'altro si trova a San Ferdinando, in prossimità della zona Torre, in entrambi i quartieri sono state costruite due chiese “gemelle” quella della zona Torre dedicata a San Giuseppe ed ospita l’omonima parrocchia, mentre a Gioia Tauro nel quartiere Mazzagatti si trova la chiesa della Santa Famiglia sussidiaria della Parrocchia Madonna di Porto Salvo di Gioia Tauro Marina.

## Infrastrutture e Trasporti

### Stazioni ferroviarie
La Stazione di Eranova costruita immediatamente nel dopoguerra, venne soppressa nel 2003.

### Porti
Dove era situata la frazione, è presente il Porto di Gioia Tauro.

### Luoghi di Culto
Fino alla costruzione del porto di Gioia Tauro era presente nella zona una cappella dedicata a San Giuseppe. Con l’avvio dei lavori portuali, l’edificio religioso fu demolito e le opere in esso conservate furono redistribuite tra due chiese: la parrocchia di Eranova-Villa Praia, nel comune di San Ferdinando, e la chiesa gemella nel "Villaggio Eranova", situata nel territorio di Gioia Tauro. Entrambe le chiese, costruite in seguito, presentano strutture architettoniche molto simili e sono talvolta considerate “gemelle”, distinguendosi solo per alcuni dettagli minori.